# Aclypea bituberosa
Aclypea bituberosa – gatunek chrząszcza z rodziny omarlicowatych.

## Morfologia
Chrząszcze te osiągają od 14 do 17 mm długości. Głowę i przedplecze mają czarne do brązowych, zwykle pokryte owłosieniem barwy od żółtej do czarnej. Brzegi boczne przedplecza wyniesione, przedni zaś zwykle gruby, grubszy niż u A. opaca. Niekiedy na przedpleczu występować mogą obszary niepunktowane, ale nigdy nie leżą one za oczami. Na każdej pokrywie obecne trzy żeberka. Punkty na pokrywach są głębokie i często zlewają się, zwłaszcza ku ich nasadzie. Ponadto na przedpleczu i pokrywach obecna niewyraźna izodiametryczna (poszczególne oczka o równej średnicy) mikrorzeźba. Pewne formy górskie mogą mieć punkty na pokrywach płytsze i mniejsze. Narządy płciowe u obu płci są silnie zesklerotyzowane, wskutek czego ich barwa jest ciemnobrązowa.

## Ekologia i występowanie
Omarlicowaty ten zasiedla głównie prerie i otwarte łąki, ale spotykany jest także na stanowiskach alpejskich. Larwy i dorosłe są fitofagami, żerującymi na liściach komosowatych, jak Monolepis nuttalliana czy komosa biała, a także psianki Solanum trifolium.
Gatunek nearktyczny. W Stanach Zjednoczonych występuje na zachodzie kraju. Najdalej na wschód podawany z Dakoty Północnej i Nebraski. Na południe sięga północno-środkowej Kalifornii, Utah i Kolorado. W Kanadzie zasiedla Kolumbię Brytyjską, Albertę, Saskatchewan, zachodnią Manitobę i południową część Terytoriów Północno-Zachodnich.